# Open de France de tennis de table
L’Open de France (appelé aussi Internationaux de France de tennis de table) est un tournoi international de tennis de table en France qui a lieu régulièrement depuis 1937, organisé par la Fédération française de tennis de table.

## Histoire
À partir de 1996, il devient une étape du Pro-tour de tennis de table, organisée par la Fédération internationale de tennis de table. Il n'y a eu que cinq éditions de l'Open ITTF : en 1996, 1997, 1999, 2000 et 2007. 
Cet article n'a pas pour objet les compétitions Junior et Cadet ayant lieu tous les ans depuis 2013.
Le World Tour est arrêté fin 2020 et est remplacé par les épreuves de la WTT marquant la fin des "tournois open" de l'ITTF. 
Fin 2024, est organisé le premier WTT Champions de Montpellier, prenant ainsi la suite de l'Open de France. Félix Lebrun remporte le tournoi devenant le premier Français à remporter le tournoi depuis le titre de son oncle Christophe Legoût en 1997. 

## Palmarès

### Internationnaux de France
| Année & Lieu      | Equipe messieurs | Equipe dames | Simple messieurs  | Simple dames       | Double messieurs                   | Double dames                    | Double mixte                 |
| ----------------- | ---------------- | ------------ | ----------------- | ------------------ | ---------------------------------- | ------------------------------- | ---------------------------- |
| 1937              |                  |              | Alojzy Ehrlich    | Soulage            |                                    | Soulage Delay                   |                              |
| 1938              |                  |              | Alojzy Ehrlich    | Chalamel           |                                    |                                 |                              |
| 1939              |                  |              | Viktor Barna      | Soulage            |                                    | Soulage Delay                   |                              |
| 1946              |                  |              | Richard Bergmann  | Logelin            |                                    | Non décerné                     |                              |
| 1947              |                  |              | Guy Amouretti     | Dace               |                                    | Non décerné                     |                              |
| 1949              |                  |              | Richard Bergmann  | Franck             | Haguenauer Lanskoy                 |                                 |                              |
| 1950              |                  |              | Richard Bergmann  | Dace               |                                    |                                 |                              |
| 1951              |                  |              | Johnny Leach      | Béolet             |                                    |                                 |                              |
| 1952              |                  |              | Richard Bergmann  | Rowe R.            |                                    |                                 |                              |
| 1953              |                  |              | Tibor Harangozo   | Rowe D.            |                                    |                                 |                              |
| 1954              |                  |              | René Roothooft    | Wertl              | René Roothooft Michel Lanskoy      |                                 |                              |
| 1955              |                  |              | René Roothooft    | Angelica Rozeanu   | Caliero Sala                       |                                 |                              |
| 1956              |                  |              | Ladislav Štípek   | Haydon             |                                    |                                 |                              |
| 1957              |                  |              | Ladislav Štípek   | Haydon             |                                    |                                 |                              |
| 1958              |                  |              | Zoltán Berczik    | Haydon             |                                    |                                 |                              |
| 1959              |                  |              | Le Van Tiet       | Eguchi             |                                    |                                 |                              |
| 1961              |                  |              | Köhler            | Simon              |                                    |                                 |                              |
| 1962              |                  |              | Ivan Andreadis    | Simon              |                                    |                                 |                              |
| 1963              |                  |              | Kong              | Schaan             |                                    |                                 |                              |
| 1966              |                  |              | Istvan Korpa      | Koczian            |                                    |                                 |                              |
| 1971              |                  |              | Stellan Bengtsson | Zhou               |                                    |                                 |                              |
| 1972              |                  |              | István Jónyer     | Hu                 |                                    |                                 |                              |
| 1974              |                  |              | Jacques Secrétin  | Alexandru          |                                    |                                 |                              |
| 1976 Paris        | Hongrie          | Hongrie      | Jacques Secrétin  | Judith Magos       | István Jónyer Tibor Klampár        | Kishazi Hendriksen              | Karakasevic Perkucin         |
| 1977 Rennes       | Chine            | Chine        | Lu Chi Wei        | Yan Ying           | Jacques Secrétin Patrick Birocheau | Yan Ying Yang Yen Chen          | Wen Ching Sheng Tsao Yen Hua |
| 1978              |                  |              | Tibor Klampár     |                    | Jacques Secrétin Patrick Birocheau |                                 |                              |
| 1979              |                  |              | Wang              |                    |                                    |                                 |                              |
| 1980              |                  |              | Guo Yuehua        |                    | Jacques Secrétin Patrick Birocheau |                                 |                              |
| 1982 Strasbourg   | Chine            | Chine        | Jiang Jialiang    | Bettine Vriesekoop |                                    | Qi Baoxian Geng Li Juan         |                              |
| 1984 Rennes       | Chine            | Chine        | Fan Chang Mao     | Geng Li Juan       | Wang Huiyuan Chen Long             | Gao Yanhua Geng Li Juan         | Teng Yi Geng Li Juan         |
| 1986 Lyon         | Suède            | Chine        | Jan-Ove Waldner   | Cheng Zing         | Ma Wenge Sun Jian Wei              | Chen Jing Geng Li Juan          | Ma Wenge Chen Ying           |
| 1988 Nantes       | Yougoslavie      | Chine        | Jan-Ove Waldner   | Chen Zi He         | Lupulescu Zoran Primorac           | Chen Ze Li Jun                  |                              |
| 1990, Lyon        | Chine            | Chine        | Andrzej Grubba    | Deng Yaping        | Lupulescu Zoran Primorac           | Jun Jao Deng Yaping             | Wang Ying                    |
| 1992, Liévin      | Non décerné      | Non décerné  | Jan-Ove Waldner   | Geng Lijuan        | Jean-Philippe Gatien Damien Eloi   | Wang Xiaoming Emmanuelle Coubat | Primorac Batorfi             |
| 1995 Villeurbanne | Non décerné      | Non décerné  | Ma Wenge          | Li Ju              | Jean-Philippe Gatien Damien Eloi   | Li Ju Qiao Yunping              | Non décerné                  |

### Open de France ITTF
| Année & Lieu  | Simple messieurs  | Simple dames  | Double messieurs                    | Double dames                | U21 messieurs     | U21 dames   |
| ------------- | ----------------- | ------------- | ----------------------------------- | --------------------------- | ----------------- | ----------- |
| 1996 Lyon     | Jan-Ove Waldner   | Deng Yaping   | Wang Liqin Yan Sen                  | Deng Yaping Yang Ying       | Non décerné       | Non décerné |
| 1997 Lyon     | Christophe Legout | Cheng Hongxia | Lucjan Blaszczyk Tomasz Krzeszewski | Cheng Hongxia Wang Hui      | Non décerné       | Non décerné |
| 1999 Liévin   | Kong Linghui      | Chen Jing     | Kong Linghui Ma Lin                 | Li Nan Lin Ling             | Non décerné       | Non décerné |
| 2000 Toulouse | Chiang Peng-Lung  | Mihaela Steff | Chiang Peng-Lung Chang Yen-Shu      | Mihaela Steff Alessia Arisi | Non décerné       | Non décerné |
| 2007 Toulouse | Ma Lin            | Zhang Yining  | Ma Lin Wang Hao                     | Guo Yan Wang Nan            | Emmanuel Lebesson | Li Qian     |

| Année | Lieu     |           | Simples messieurs | Simples Dames | Doubles messieurs                   | Doubles Dames                      | Référence |
| ----- | -------- | --------- | ----------------- | ------------- | ----------------------------------- | ---------------------------------- | --------- |
| 1996  | Lyon     | Vainqueur | Jan-Ove Waldner   | Deng Yaping   | Wang Liqin Yan Sen                  | Deng Yaping Yang Ying              | [ 1 ]     |
| 1996  | Lyon     | Finaliste | Ma Wenge          | Yang Ying     | Patrick Chila Christophe Legout     | Park Hae-jung Ryu Ji-hae           | [ 1 ]     |
| 1997  | Lyon     | Vainqueur | Christophe Legout | Cheng Hongxia | Lucjan Blaszczyk Tomasz Krzeszewski | Cheng Hongxia Wang Hui             | [ 1 ]     |
| 1997  | Lyon     | Finaliste | Danny Heister     | Sun Jin       | Danny Heister Trinko Keen           | Anne-Sophie Gourin Anne Boileau    | [ 1 ]     |
| 1999  | Liévin   | Vainqueur | Kong Linghui      | Chen Jing     | Kong Linghui Ma Lin                 | Li Nan Lin Ling                    | [ 1 ]     |
| 1999  | Liévin   | Finaliste | Wang Liqin        | Tamara Boroš  | Primorac Zoran Jean-Michel Saive    | Zhang Yingying Zhang Yining        | [ 1 ]     |
| 2000  | Toulouse | Vainqueur | Chiang Peng-Lung  | Mihaela Steff | Chiang Peng-Lung Chang Yen-Shu      | Mihaela Steff Alessia Arisi        | [ 20 ]    |
| 2000  | Toulouse | Finaliste | Zoran Primorac    | Tamara Boroš  | Patrick Chila Jean-Philippe Gatien  | Tanja Hain-Hofmann Laura Robertson | [ 1 ]     |
| 2007  | Toulouse | Vainqueur | Ma Lin            | Zhang Yining  | Ma Lin Wang Hao                     | Guo Yan Wang Nan                   | [ 21 ]    |
| 2007  | Toulouse | Finaliste | Wang Hao          | Wang Nan      | Ko Lai Chak Li Ching                | Li Jiawei Wang Yuegu               | [ 1 ]     |

### Série WTT
| Année & Lieu     | Tournoi                        | Simple messieurs | Simple dames |
| ---------------- | ------------------------------ | ---------------- | ------------ |
| 2024 Montpellier | WTT Champions Montpellier (de) | Felix Lebrun     | Satsuki Odo  |

## Sources et références
1. 1 2 3 4 5 6  « Stats », sur www.old.ittf.com (consulté le 17 août 2017)
2. ↑  « Un tournoi WTT à Montpellier dès cet automne », sur L'Équipe (consulté le 3 mars 2025)
3. 1 2  « Félix Lebrun remporte le WTT Champions de Montpellier et entre, à 18 ans, dans l'histoire du tennis de table français », sur L'Équipe (consulté le 27 avril 2025)
4. ↑  Eurosport guide 2002, TV Sport, 2002, p. 615-616
5. ↑  « 1977 01 315 FRANCE TENNIS DE TABLE », sur calameo.com (consulté le 18 février 2025)
6. ↑  « 1978 01 325 FRANCE TENNIS DE TABLE », sur calameo.com (consulté le 18 février 2025)
7. ↑  « 1983 01 383 FRANCE TENNIS DE TABLE », sur calameo.com (consulté le 18 avril 2025)
8. ↑  « 1985 01 405 FRANCE TENNIS DE TABLE », sur calameo.com (consulté le 18 avril 2025)
9. ↑  « 1986 12 426 FRANCE TENNIS DE TABLE », sur calameo.com (consulté le 16 avril 2025)
10. ↑  « 1988 12 477 FRANCE TENNIS DE TABLE », sur calameo.com (consulté le 12 mars 2025)
11. ↑  « 1990 12 524 FRANCE TENNIS DE TABLE JOURNAL », sur calameo.com (consulté le 10 mars 2025)
12. ↑  « 1991 01 526 FRANCE TENNIS DE TABLE MAGAZINE », sur calameo.com (consulté le 12 mars 2025)
13. ↑  « 1992 12 570 FRANCE TENNIS DE TABLE », sur calameo.com (consulté le 11 mars 2025)
14. ↑  « 1992 12 570 FRANCE TENNIS DE TABLE MAGAZINE », sur calameo.com (consulté le 11 mars 2025)
15. ↑  « TENNIS DE TABLE : les Internationaux de France Gatien revient sur terre », sur Le Monde.fr, 1er décembre 1992
16. ↑  « 1995 12 641 FRANCE TENNIS DE TABLE », sur calameo.com (consulté le 11 mars 2025)
17. ↑  « 1996 12 663 FRANCE TENNIS DE TABLE », sur calameo.com (consulté le 10 mars 2025)
18. ↑  « Christophe Legoût redonne des couleurs au tennis de table français », sur Libération (consulté le 19 février 2025)
19. ↑  « Indomptables Chinois », France tennis de table - magazine, no 830,‎ novembre 2007 (lire en ligne)
20. ↑  « ITTF Articles », sur www.old.ittf.com (consulté le 16 août 2017)
21. ↑  « ITTF Events », sur www.old.ittf.com (consulté le 16 août 2017)